# Comana (geslacht)
Comana is een geslacht van vlinders van de familie slakrupsvlinders (Limacodidae).

## Soorten
- C. brunneipennis Hering, 1931
- C. collaris Walker, 1865
- C. corones (Fabricius, 1775)
- C. cosmocalla (Lower, 1902)
- C. erythrina Turner
- C. euryparoa (Turner, 1927)
- C. fasciata (Walker, 1855)
- C. humeralis (Walker, 1865)
- C. inexpectata Hering, 1931
- C. infrequens (Scott, 1864)
- C. liosarca (Lower, 1902)
- C. miltocosma (Turner, 1901)
- C. miltogramma (Meyrick, 1891)
- C. mjoebergi (Aurivillius, 1920)
- C. monomorpha (Turner, 1904)
- C. resplendens (Turner, 1927)
- C. testacea (Walker, 1855)
- C. uniformis (Swinhoe, 1892)